# Giao Thông (báo)
Giao thông là một tờ báo lâu đời tại Việt Nam trực thuộc Bộ Xây dựng. Tờ báo đã đăng tải tuần báo đầu tiên vào ngày 31 tháng 1 năm 1963, sau khi được Thủ tướng cấp phép xuất bản vào ngày 27 tháng 11 năm 1962 trên cơ sở hợp nhất một số tờ báo trong ngành như Báo Hỏa xa thuộc Tổng cục Đường sắt, báo Xe hơi thuộc quốc doanh vận tải Trung ương, bản tin Bưu điện thuộc ngành Bưu điện. Năm 2004, trang báo đã ra mắt phiên bản điện tử.
Tính đến năm 2023, tờ báo đã được Đảng Cộng sản Việt Nam trao tặng nhiều giải thưởng như Huân chương Lao động hạng Nhì, Huân chương Độc lập hạng Ba, hai Huân chương Lao động hạng Nhất cùng nhiều Bằng khen, Cờ thi đua của Chính phủ và Bộ Giao thông vận tải. Hai năm sau, tờ báo đã hợp nhất với Báo Xây dựng sau khi Việt Nam trải qua đợt cải cách hành chính 2024-2025.

## Lịch sử
Ngày 27 tháng 12 năm 1962, Phủ Thủ tướng đã cấp giấy phép xuất bản Báo Giao thông vận tải số 3461, trên cơ sở hợp nhất một số tờ báo trong ngành như Báo Hỏa xa thuộc Tổng cục Đường sắt, báo Xe hơi thuộc quốc doanh vận tải Trung ương, bản tin Bưu điện thuộc ngành Bưu điện. Tuần Báo Giao thông vận tải ra số đầu tiên ngày 31 tháng 1 năm 1963, với 8 trang.
Năm 1990, Bộ Giao thông vận tải (GTVT) và Bưu điện được thành lập, để đáp ứng nhiệm vụ tuyên truyền của ngành, Giao thông đổi tên là Báo GTVT và bưu điện. Đến ngày 5 tháng 11 năm 1992, ấn phẩm trở lại với cái tên Giao thông vận tải. Năm 1994 là cột mốc đánh dấu một bước phát triển mới của tờ báo khi tăng lượng in ấn từ 8 lên 12 trang. Đến đầu tháng 7 năm 2001, Giao thông tăng xuất bản lên 2 kỳ/tuần với 12 trang. Ba năm sau, báo ra phiên bản điện tử với tên miền giaothongvantai.com.vn.
Từ tháng 6 năm 2013, cơ quan truyền thông đã đổi tên thành Báo Giao thông, xuất bản bộ mới, tăng từ 12 lên 16 trang. Cũng trong năm này, báo điện tử được nâng cấp giao diện và thay đổi tên miền thành baogiaothong.vn. Đến năm 2019, trang báo điện tử của ấn phẩm tiếp tục thay đổi giao diện lần nữa. Sau khi Việt Nam trải qua đợt cải cách hành chính 2024–2025, Báo Giao Thông sáp nhập với Báo Xây dựng và nằm dưới sự quản lý của Bộ Xây dựng.

## Sai sót
Ngày 24 tháng 9 năm 2021, Giao thông đã đăng tải bài viết "Người tử vong trong tư thế treo cổ ở Trần Nhân Tông nhiễm Covid-19", trong đó có nội dung "người đàn ông tử vong trong tư thế treo cổ trong cửa hàng vàng bạc Phú Quang ở số 21 Trần Nhân Tông, phường Nguyễn Du, quận Hai Bà Trưng". Tuy nhiên thông tin được xác thực sau đó cho thấy, vụ việc không xảy ra tại cửa hàng vàng bạc Phú Quang (21 Trần Nhân Tông), mà tại căn nhà trong ngõ 21, bên cạnh cửa hàng vàng bạc Phú Quang. Giao thông đã gửi công văn xin lỗi đến gia đình chủ nhà, chủ cửa hàng vàng bạc Phú Quang tại số 21 phố Trần Nhân Tông vì những ảnh hưởng không đáng có do bài báo gây ra.
Ngày 30 tháng 8 năm 2022, Giao thông đăng tải bài viết Bịa đặt thông tin nhân sự Bộ GTVT, một Facebooker bị xử phạt. Trong phần chú thích ảnh của bài viết có thông tin "Để tạo độ tin cậy, chủ tài khoản của facebook này còn đưa ảnh đại diện, có cả đường dẫn www.TTXVN.vn của Thông tấn xã Việt Nam". Đây là thông tin không chính xác, do sự nhầm lẫn trong tác nghiệp. Cụ thể, phần chú thích chính xác phải là "Để tạo độ tin cậy, chủ tài khoản facebook này còn đưa ảnh đại diện, có cả đường dẫn của trang Tin nóng xứ Nghệ".